# Hà Thị Khiết
Hà Thị Khiết (tên thật Hà Thị Khích), (sinh ngày 27 tháng 7 năm 1950 tại xã Xuân Quang, huyện Chiêm Hóa, tỉnh Tuyên Quang) là một nữ chính khách người đồng bào dân tộc Tày. Bà hiện giữ chức Phó Chủ tịch không chuyên trách Mặt trận Tổ quốc Việt Nam. Bà từng là Ủy viên Ban Chấp hành Trung ương Đảng Cộng sản Việt Nam khoá VII, VIII, IX, X, XI, nguyên Bí thư Trung ương Đảng Cộng sản Việt Nam, Trưởng Ban Dân vận Trung ương, nguyên Chủ tịch Hội Liên hiệp Phụ nữ Việt Nam, Đại biểu Quốc hội Việt Nam khóa XII.

## Tiểu sử
Trình độ: Đại học Tuyên huấn (nay là Học viện Báo chí và Tuyên truyền), Cử nhân chính trị. Ngày vào Đảng 27/01/1969, Đại biểu Hội đồng nhân dân tỉnh Tuyên Quang 3 khóa: 1985-1989, 1989-1994, 1991-1999. Sau đó làm Ủy viên Ban Chấp hành Trung ương Đảng các khóa VII, VIII, IX, X, XI. Bí thư Trung ương Đảng khóa X, XI, Bí thư Đảng đoàn, Chủ tịch Hội Liên hiệp Phụ nữ Việt Nam, Chủ tịch Ủy ban Quốc gia vì sự tiến bộ của Phụ nữ. Đại biểu Quốc hội khóa: IX, X. Tại Đại hội Đại biểu toàn quốc lần thứ XI của Đảng Cộng sản Việt Nam bà được bầu vào Ban Bí thư Trung ương Đảng.

## Tóm tắt quá trình công tác
Hà Thị Khiết đã từng giữ các chức vụ: Bí thư Tỉnh ủy Tuyên Quang, Bí thư Đảng đoàn, Chủ tịch Hội Liên hiệp Phụ nữ Việt Nam, Chủ tịch Ủy ban Quốc gia vì sự tiến bộ của phụ nữ Việt Nam.
1/2009: Tại Hội nghị lần thứ 9, Ban Chấp hành Trung ương Đảng khóa X, được bầu vào Ban Bí thư.
1/2011: Tại Đại hội đại biểu toàn quốc lần thứ XI của Đảng, được bầu lại vào Ban Chấp hành Trung ương Đảng, được Ban Chấp hành Trung ương bầu vào Ban Bí thư.
1/2016: Sau Đại hội XII của Đảng, bà nghỉ hưu theo chế độ.
14/4/2016 Được Mặt trận Tổ quốc Việt Nam hiệp thương cử làm Phó Chủ tịch không chuyên trách Mặt trận Tổ quốc Việt Nam nhiệm kỳ 2014 - 2019 khóa VIII.